# 약산성 밀리언아서
《약산성 밀리언아서》(弱酸性ミリオンアーサー)는 쵸보라우뇨포미가 그린 4컷 만화 작품이다.

## 개요
쵸보라우뇨보미가 처음으로 스마트폰 애플리케이션 내에서 연재한 만화 작품이다. 스마트폰용 확산성 밀리언아서는 서비스가 종료되었으나, 괴리성 밀리언아서의 애플리케이션 내에서 제 1기 분량을 보는 것이 가능하다. 또, PlayStation Vita용・3DS용에서도 션 내의 공지 페이지를 통해 열람이 가능하다. 2015년 11월 20일부터는 웹 애니메이션으로 방송되고 있다.

## 단행본
KADOKAWA 엔터브레인에서 출판, 제1기 1화부터 제2기 47화까지 수록.
- 약산성 밀리언아서 (2016년 3월 31일 발매, ISBN 978-4-04-733131-0)

## 애니메이션
《괴리성 밀리언아서》의 공식 생방송 "마녀라보!"(まじょラボ！) 제2회에서 웹 애니메이션화가 발표되어, 2015년 11월 20일부터 방송 중이다. 1분 30초의 쇼트 애니메이션으로, 1년 간(4쿨)의 방송을 예정하고 있다.
제1쿨(1화 ~ 12화, 번외편 1화)의 결말은 각 캐릭터가 집합한 일러스트에 인스트루 멘털이 흐르고 각 편마다 등장하는 인물이 변화하는 사양이다.
 제2쿨(13화 ~ 20화, 22화 ~ 24화, 번외편 2화)의 결말은 각 편마다 주를 이룬 캐릭터가 끝없이 오른쪽 경사 앞으로 나가는 영상이 되는 곡이 끝날 때까지 캐릭터의 특징을 나타내는 말을 발성하는 사양이 되고 있는.
제3쿨(25화 ~ 36화, 번외편 3화) 결말은 "오소페라즈 쵸 코퍼레이션 사가"의 사훈을 각 편마다 다른 캐릭터가 노래, 곡의 사비 부분을 11명에서 합창하는 영상이 되어 있다.
기본적으로 매주 갱신이지만 제3쿨은 2주 지연의 2016년 5월 18일부터 제4쿨(37화 ~ 48화)는 2016년 10월 19일로부터 전달되었다.
PS Vita판 / PS4판 《괴리성 밀리언아서》의 전달 결정을 기념한 CM이 보도되고 있다.
2017년 3월 22일에는 전 48화로 번외 편을 수록한 Blu-ray 《약산성 밀리언아서 2016》이 스퀘어 에닉스의 e-STORE에서 판매됐다.
2017년 10월 29일 방송된 패미통 App니코 니코 생방송부의 생방송에서 제5쿠르번째 방송이 발표됐다.
2018년 3월 21일 열린 《오마츠리성 밀리언 아서》에서 제5쿨째 1화가 선행 공개되면서 22일에 정식 전달했다.

### 각화 리스트
| 화수 | 일본어 부제                                                                  | 번역 부제                                                   | ED 추가 및 변화 부분 (1쿨) ED 등장 캐릭터 (2쿨)     |
| ---- | ---------------------------------------------------------------------------- | ----------------------------------------------------------- | --------------------------------------------------- |
| #1   | 出会い①出会い②出会い③                                                        | 만남①만남②만남③                                             | 없음                                                |
| #2   | エル襲来①エル襲来②                                                           | 엘 습격①엘 습격②                                            | 엘                                                  |
| #3   | 流星が降り注ぐ!!オッペラスッチョンコーポレーションミリオンアーサー誕生！の巻 | 유성이 쏟아진다!!옷페라슷춍 코포레이션밀리언아서 탄생!의 권 | 갤러해드                                            |
| #4   | ミリオンアーサーは地球を救うクルミン！報酬                                   | 밀리언아서는 지구를 구한다쿠루밍!보수                       | 아서 검술의 성 도냐츠                               |
| #5   | エル襲来③エル襲来④                                                           | 엘 습격③엘 습격④                                            | 스카아하                                            |
| #6   | 同窓会送り迎え①送り迎え②                                                     | 동창회바래다주기①바래다주기②                                | 유웨인의 사자 엘                                    |
| #7   | ガウェインと蝉①ガウェインと蝉②ガウェインと蝉③                                | 가웨인과 매미①가웨인과 매미②가웨인과 매미③                  | 가웨인                                              |
| #8   | 機能侵入者、現る①侵入者、現る②                                               | 기능침입자, 나타나다①침입자, 나타나다②                      | 우아사하                                            |
| #9   | ガウェインと蝉④ガウェインと蝉⑤ガウェインと蝉⑥                                | 가웨인과 매미④가웨인과 매미⑤가웨인과 매미⑥                  | 염하형 페이                                         |
| #10  | CM部位①部位②                                                                 | CM부위①부위②                                                | 포클                                                |
| #11  | 2012年冬週末、街で会いましょう待ち合わせ                                     | 2012년 겨울주말, 거리에서 만납시다만나는 약속               | 케이                                                |
| #12  | 麺成功への道しるべ①成功への道しるべ②                                         | 면성공으로의 이정표①성공으로의 이정표②                      | 엘                                                  |
| #13  | ぴょんぴょん                                                                 | 뿅뿅                                                        | 스카이 콩콩을 타고 있는 우아사하 「뿅뿅…」          |
| #14  | YEAH×3① YEAH×3②                                                              | YEAH×3① YEAH×3②                                             | 아서 기교의 장 「기-기-…」                          |
| #15  | 訓練① 訓練②                                                                  | 훈련① 훈련②                                                 | 도적 아서 「모후모후…」                             |
| #16  | 水着美女をさらってみた スキニーの憂鬱①                                       | 수영복 미녀를 독차지해봤다 스키니의 우울①                   | 아서 마법의 파 「마-마-…」                          |
| #17  | 海① 海②                                                                      | 바다① 바다②                                                 | 튜브를 메고 헤엄치는 우아사하 「이예이 이예이…」    |
| #18  | はじめての恐怖 おつかい                                                      | 첫 공포 심부름                                              | 그린고렛트를 타고 있는 샤비 「사-사-…」             |
| #19  | 処世術 土地                                                                  | 처세술 토지                                                 | 무를 들고 있는 가웨인 「엣? 엣?…」                  |
| #20  | みんなの夢 ランキング                                                        | 모두의 꿈 랭킹                                              | 오골계가 된 부호 아서 「꼬-꼬-…」                   |
| #21  | 祭り                                                                         | 축제                                                        | 없음                                                |
| #22  | デンテンス① デンテンス② デンテンス③                                          | 덴턴스① 덴턴스② 덴턴스③                                     | 뜨거운 커피를 머리에 올려둔 갤러해드 「앗뜨 앗뜨…」 |
| #23  | エタフレちゃん① エタフレちゃん②                                              | 에타후레 짱① 에타후레 짱②                                   | 부호 아서에게 쫓기는 가희 아서 「란-란-…」          |
| #24  | 名勝負 相撲大会秋場所の末に 困惑                                             | 명승부 스모 대회 아키바쇼 말에 곤혹                         | 기둥을 때려부수는 엘 다이나곤 「칭-칭-…」           |